# Équipe de Géorgie de hockey sur glace
L'équipe de Géorgie de hockey sur glace est la sélection nationale de Géorgie regroupant les meilleurs joueurs géorgiens de hockey sur glace. L'équipe est sous la tutelle de la Fédération de Géorgie de hockey sur glace et est classée 39e au classement IIHF 2019. 

## Historique

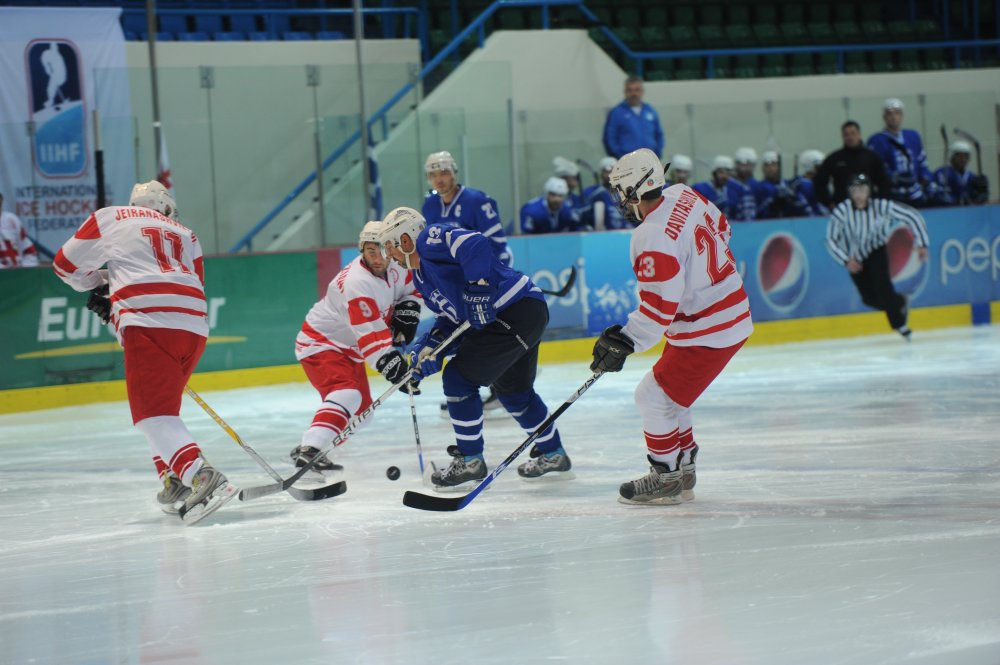

La Géorgie a joué son premier match international pendant les Spartakiade d’hiver en 1962 qui se sont déroulées à Sverdlovsk en URSS. La Géorgie joua 3 matchs. La première rencontre fut contre la Lituanie avec une défaite sur le score de 5 à 2. Le second match se déroula contre le Kazakhstan avec une nouvelle défaite 11 à 3. La première et unique victoire au niveau international est contre l'Arménie sur le score de 4 à 1 le 14 mars 1962.
En 2009, la Géorgie rejoint la Fédération internationale de hockey sur glace en tant que membre associé. 
En 2010, l’équipe de Géorgie de hockey sur glace fait son retour sur la scène internationale après 48 ans d’absence avec 2 matchs amicaux à Erevan en Arménie. Le premier match se solda par une défaite 8 à 1 contre l’Afrique du Sud et le second match a vu l’Arménie gagner 22 à 1, infligeant ainsi la plus large défaite à la Géorgie au niveau international.

## Effectif
| No    | Nom                  | Position       | Club                    |
| ----- | -------------------- | -------------- | ----------------------- |
| +001, | Mikhail Fofanov      | Gardien de but | Mimino Bakuriani        |
| +025, | Ivan Starostin       | Gardien de but | Firey Crusaders Tbilisi |
| +007, | Vital Dumbadze       | Défenseur      | Firey Crusaders Tbilisi |
| +008, | Giorgi Jeiranashvili | Défenseur      | Mimino Bakuriani        |
| +002, | Alexander Kireev     | Défenseur      | Milenio Logroño         |
| +006, | Artem Kurbatov       | Défenseur      | Firey Crusaders Tbilisi |
| +009, | Ivan Marov - A       | Défenseur      | Milenio Logroño         |
| +004, | Danilax Slesarev     | Défenseur      | Ice Knights Tbilisi     |
| +018, | Dmitri Yermoshenko   | Défenseur      | Mimino Bakuriani        |
| +012, | Nikita Bukiya        | Attaquant      | Ice Knights Tbilisi     |
| +023, | Mikhiel Davitashvili | Attaquant      | Grey Wolves Tbilisi     |
| +013, | Vitali Dziov         | Attaquant      | Ice Knights Tbilisi     |
| +024, | Ivan Karelin         | Attaquant      | Mimino Bakuriani        |
| +005, | Seemen Kharizov      | Attaquant      | Mimino Bakuriani        |
| +014, | Boris Kochkin        | Attaquant      | Grey Wolves Tbilisi     |
| +019, | Artem Kozyulin       | Attaquant      | Grey Wolves Tbilisi     |
| +010, | Kriill Lyalin        | Attaquant      | Firey Crusaders Tbilisi |
| +021, | Maximl Lyalin        | Attaquant      | Firey Crusaders Tbilisi |
| +016, | Oliver Obolgogiani   | Attaquant      | Viikingit Helsinki      |
| +011, | Andrey Romanov       | Attaquant      | Firey Crusaders Tbilisi |
| +017, | Ivan Shvetsov        | Attaquant      | Milenio Logroño         |

## Résultats

### Jeux olympiques
- 1920-2014 - Ne participe pas
- 2018 - Non qualifié
- 2022 - Non qualifié

### Championnats du monde
La Géorgie participe pour la première fois en 2013, après avoir échoué aux qualifications pour la division III en 2012. 
- 1920-2012 - Ne participe pas
- 2013 - 4e de la Qualification pour la Division III
- 2014 - 6e de la Division III
- 2015 - 5e de la Division III
- 2016 - 2e de la Division III
- 2017 - 3e de la Division III
- 2018 - 1re de la Division III
- 2019 - 4e de la Division IIB
- 2020 - Annulé en raison du coronavirus
- 2021 - Annulé en raison du coronavirus
- 2022 - 2e de la Division IIB
- 2023 - 2e de la Division II

Note :  Promue ;  Reléguée

### Bilan des matchs internationaux
| Équipe              | PJ | V | N | D | BP | BC | +/- |
| ------------------- | -- | - | - | - | -- | -- | --- |
| Afrique du Sud      | 4  | 1 | 0 | 3 | 9  | 22 | -13 |
| Arménie             | 1  | 0 | 0 | 1 | 1  | 22 | -21 |
| Australie           | 1  | 1 | 0 | 0 | 3  | 2  | 1   |
| Belgique            | 1  | 1 | 0 | 0 | 4  | 3  | 1   |
| Bosnie-Herzégovine  | 3  | 2 | 0 | 1 | 18 | 8  | 10  |
| Corée du Nord       | 3  | 0 | 0 | 3 | 9  | 43 | -34 |
| Croatie             | 1  | 1 | 0 | 0 | 6  | 0  | 6   |
| Émirats arabes unis | 4  | 2 | 0 | 2 | 26 | 19 | 7   |
| Grèce               | 1  | 0 | 0 | 1 | 0  | 13 | -12 |
| Espagne             | 1  | 0 | 0 | 1 | 0  | 2  | -2  |
| Hong Kong           | 5  | 2 | 0 | 3 | 28 | 32 | -4  |
| Islande             | 3  | 2 | 0 | 1 | 12 | 9  | 3   |
| Israël              | 1  | 1 | 0 | 0 | 4  | 1  | 3   |
| Luxembourg          | 4  | 0 | 0 | 4 | 7  | 45 | -38 |
| Mexique             | 2  | 2 | 0 | 0 | 8  | 2  | 6   |
| Mongolie            | 1  | 0 | 0 | 1 | 0  | 6  | -6  |
| Nouvelle-Zélande    | 1  | 0 | 0 | 1 | 2  | 6  | -4  |
| Turquie             | 4  | 2 | 0 | 2 | 15 | 21 | -6  |

## Classement mondial
| Année     | Rang       | Points     | Progression |
| --------- | ---------- | ---------- | ----------- |
| 2003-2012 | Non classé | Non classé | Non classé  |
| 2013      | 48         | 180        | -           |
| Fév. 2014 | 48         | 180        | ±0          |
| Mai 2014  | 47         | 355        | +1          |
| 2015      | 45         | 495        | +2          |
| 2016      | 47         | 335        | -2          |
| 2017      | 45         | 445        | +2          |
| Fev. 2018 | 41         | 855        | +3          |
| Mai 2018  | 40         | 990        | +1          |
| 2019      | 39         | 1 060      | +1          |

## Entraîneurs
| Période     | Nom des entraîneurs | Nationalité |
| ----------- | ------------------- | ----------- |
| 2012-2015   | Ievgueni Alipov     | Ukraine     |
| 2015-2016   | Dmitri Afanasiev    | Russie      |
| 2016-2017   | Gocha Jeiranashvili | Géorgie     |
| 2017-2022   | Roland Svanidze     | Géorgie     |
| Depuis 2022 | Gocha Jeiranashvili | Géorgie     |